# Trans World Radio
Trans World Radio je mezinárodní křesťanská rozhlasová stanice.

## Historie
- V roce 1954 Paul Freed založil v Maroku křesťanskou rozhlasovou stanici Voice of Tangier v rozsahu 25 vysílacích jazyků.
- Roku 1959 v důsledku znárodňování v Maroku práce rozhlasové stanice končí.
- 1960 byla uzavřena smlouva na vysílač v Monte Carlu a bylo založeno Trans World Radio.
- 1968 začíná česká práce TWR – do Monte Carla přijíždí Vlado Fajfr a za 3 dny natáčí 50 českých relací
- 1970 v Monte Carlu vzniká oddělení pro pořady vysílané v českém a poté i slovenském jazyce (mezi první spolupracovníky patřili manželé Vožehovi[1] a Jiří Dedecius)
- 1990 oficiální založení české redakce TWR v Brně
- 1991 vychází první číslo informačního bulletinu Anténa (společné pro českou i slovenskou redakci)
- V roce 2006 spouští česká a slovenská redakce TWR společný projekt Rádia 7.